# 銃器対策部隊
銃器対策部隊（じゅうきたいさくぶたい、英語: Anti-firearms squad）とは、日本の警察の機動隊等に設置されている専門部隊の一つ。警察内部で銃対と略称される。
銃器などを使用した事案への対処を主任務とするほか、重要防護施設に対する警戒警備も任務としている。特殊部隊（SAT）の出動を要するような重大事案に対しては、SAT到着までの初動対処を行うとともに、到着後はその支援に回る。このことから、SATやNBCテロ対応専門部隊等、爆発物対応専門部隊等とともにテロ対処部隊に位置づけられている。なお近年では、刑事部の特殊事件捜査係と共に、事件現場に出動する例も見られる。

## 来歴

### 特殊銃の配備と狙撃班の編成
1968年に発生した金嬉老事件を契機として、翌昭和44年度から特殊銃（狙撃銃）の整備が開始され、昭和48年度までに全国都道府県警察に所定の配備が完了した。これに伴い、特殊銃を運用するための狙撃班の編成も進められており、大阪府警察のライフル隊は、さっそく1970年の瀬戸内シージャック事件で出動している。また1972年のあさま山荘事件でも、警視庁の部隊が威嚇射撃を行った。
これらの部隊は常設ではなく、指定された機動隊員が訓練を行い、事件発生時に召集されるというパートタイムの部隊であった。その後も三菱銀行人質事件など、銃器を用いた凶悪犯罪が多発したことから、特殊銃隊は単なる狙撃班にとどまらず、立てこもり犯人逮捕のための突入訓練なども行うようになっていった。警視庁の部隊は、銃器を使用した犯罪に対処する特殊警備部隊として機動隊観閲式に参加していたが、この際には防弾帽・防弾衣を着用し、ガス筒発射器を携行していた。

### 銃器対策部隊への改編・増強
1996年4月1日、警察庁は都道府県警察に通達を出し、臨時編成部隊であった特殊銃隊を、機動隊の常設の機能別部隊として再編成し、部隊名称を銃器対策部隊に改めた。
この改編により、銃器による犯罪に対処するだけでなく、対テロ作戦も所掌するようになり、けん銃、狙撃銃、防弾帽・防弾衣や防弾盾、特型警備車などの資器材の整備が図られた。その後も、2001年のアメリカ同時多発テロ事件に伴って重要防護施設警戒が強化されたほか、2002 FIFAワールドカップを控えて機関けん銃も配備されるなど、充実強化が進められた。
また2015年4月、サミット警備を控えた警視庁では、銃器対策部隊から選抜した要員によって緊急時初動対応部隊（Emergency Response Team, ERT）を設置した。従来は、警視庁の各機動隊の銃器対策部隊が持ち回りで当番を割り当てられていたが、これでは複数箇所で事案が発生した場合の初動対応に難が生じることから、専任の部隊を設置したものであった。またパリ同時多発テロ事件を受けて、2016年春には、大阪府警察も銃器対策部隊を3個小隊から4個小隊に増強して、ERTと同様の任務を担うART（Armed Response Team）を設置している。

## 編制

### 組織
上記の通り、銃器対策部隊は機動隊などの専門部隊の一つと位置づけられており、警視庁機動隊では各機動隊ごとに、また大阪府警察機動隊でも各機動隊に1個小隊ずつが配置されてきたが、少なくとも大阪府警では、上記のARTの編成に伴って計4個小隊に増強されたものとみられている。これらの部隊のなかには、警視庁第七機動隊や宮城県警察、埼玉県警察RATS、福岡県警察の部隊のように、レンジャーに準じたラペリングに対応できる部隊もある。
警察庁は銃器対策部隊のほか、特殊部隊（SAT）、NBCテロ対応専門部隊等、爆発物対応専門部隊等をテロ対処部隊と位置付けており、銃器対策部隊の任務として「銃器等を使用した事案への対処を主たる任務とし、原子力関連施設の警戒警備にも当たっている。 また、重大事案発生時には、SATが到着するまでの第一次的な対応に当たるとともに、SATの到着後は、その支援に当たる」としている。また原発特別警備部隊などにも銃器対策部隊に準じた要員が配置されている。

### 装備

#### 銃器
上記の通り、銃器対策部隊の前身となる部隊は、もともと、特殊銃を運用するために設置された。警察官等特殊銃使用及び取扱い規範では、警察官が所持する銃のうち、警察法第六十八条の規定により貸与されるもの（けん銃）以外のものを「特殊銃」と規定している。特殊銃としてはまず狙撃銃が配備され、当初は豊和ゴールデンベア、後にはこれをフルモデルチェンジした豊和M1500が用いられた。
上記の経緯により、2002年からはH&K MP5機関けん銃（短機関銃）の配備も開始された。その後、パリ同時多発テロ事件を受けて、2015年には大都市を抱える警察本部の銃器対策部隊を対象として自動小銃の配備も決定された。
けん銃としては、当初、一般の警察官と同様にニューナンブM60が主流であり、MP5の配備開始後の演習でも登場していた。その後、SIG SAUER P230やS&W M3913、ベレッタ92 Vertec、P2000の配備も確認されている。また2020年東京オリンピック関連警備の際に各地でH&K SFP9の目撃例があり、2021年3月の東京マラソンでは警視庁機動隊の銃器対策部隊でも配備されていることが確認された。

#### その他の装備
発足当初、防弾衣などの個人装備については試行錯誤・自助努力の時期もあったが、その後、防弾帽と特殊防弾衣という組み合わせで全国的に統一が進んだ。また突入型防弾衣を着用している部隊もあるほか、警察本部独自の予算でタクティカルベストやゴーグル、サングラスなどを装備した個性的な部隊もみられる。
車両として、装甲車である特型警備車や特型遊撃車が配備されている。また平成27年度補正予算より、トヨタ・ランドクルーザーなどをベースに防弾防爆加工を施した小型遊撃車も導入された。
降車後の防弾装備として、金属製の銃眼付き防弾盾が使用されているほか、突入時に携行するための透明な小型防弾盾もある。

## 活動史

### 陸上自衛隊との合同訓練

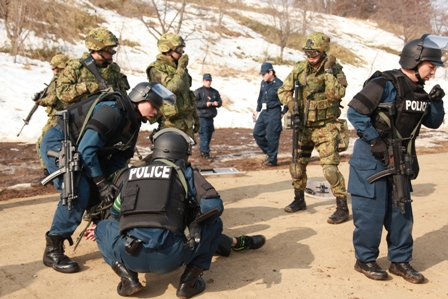
第44普通科連隊と共同訓練を行う福島県警機動隊

1996年の江陵浸透事件、1999年の能登半島沖不審船事件などを通じて、北朝鮮工作員関連事案の脅威が認識されるようになった。これを受けて、2000年2月に国家公安委員会と防衛庁（当時）とで「治安出動の際における治安の維持に関する協定」が締結されたのに続いて、2001年2月には警察庁および防衛庁とで細部協定が締結され、2002年4月までに、各都道府県警察と陸上自衛隊の各師旅団とで現地協定が締結された。
そして共同図上訓練を経て、2004年9月に警察庁と防衛庁とで「治安出動の際における武装工作員等共同対処指針」が策定されたのを受けて、2005年3月には各都道府県警察と陸上自衛隊の各師旅団とで「治安出動の際における武装工作員等事案への共同対処マニュアル」が作成された。これに基づき、同年10月より、共同訓練が開始された。第一弾として北海道警察と陸上自衛隊北部方面隊とが行った共同実動訓練では、警察側からは道警のSATが参加したが、以後の各地の訓練では、各都道府県警の銃器対策部隊も頻繁に参加している。

### 他機関との合同訓練
2005年前後から警察、海上保安庁、税関、入国管理局などが合同で、港湾や空港を対象としたテロ対策訓練を実施しており、一部の地域では銃器対策部隊も参加している。この訓練は、「水際危機管理対策訓練」と呼ばれており、テロリストの入国を水際で阻止することが目的である。

## 登場作品
- 『Op.ローズダスト』
- 『S -最後の警官-』
- 『交戦規則 ROE』（黒崎視音）
- 『IOTA 戦術機巧歩兵 彼女は危険な戦闘兵器』
- 『ゴルゴタ』（深見真）
- 『ライフルバード 機動隊狙撃手』（深見真）
- 『東京×異世界戦争 自衛隊、異界生物を迎撃せよ』（鷲宮だいじん）
- 『バニラ A sweet partner』
- 『怪獣自衛隊』（井上淳哉）
- 『レッドリスト 絶滅進化論』（安生正、村瀬克俊）
- 『隠蔽捜査〜去就〜』（今野敏）
- 『ガンニバル』（ドラマ版のみ）